# Liolaemus nitidus
Liolaemus nitidus este o specie de șopârle din genul Liolaemus, familia Tropiduridae, descrisă de Wiegmann 1834. Conform Catalogue of Life specia Liolaemus nitidus nu are subspecii cunoscute.